# Spesenroth
Spesenroth là một đô thị thuộc huyện Rhein-Hunsrück bang Rheinland-Pfalz, phía tây nước Đức. Đô thị Spesenroth có diện tích 3,51 km², dân số thời điểm ngày 31 tháng 12 năm 2006 là 157 người.